# فاطمة بكر يونس
فاطمة بكر يونس (1958 -)، إعلامية سعودية.

## نبذة
في عام 1980 انضمت للإذاعة وقامت بتقديم برامج «ما يطلبه المستمعون» وبرامج آخر وهي التي قالت حينها إن هناك بقية من أفراد اسرتي سيدخلون هذا الحقل الإعلامي، كانت الأسرة لها مكانتها الإعلامية والفنية الكبيرة، سبق لوالدهما بكر يونس أن كان من أوائل المذيعين في المملكة العربية السعودية، بلا شك يعد المنفذ الذي جر تلك المواهب العملاقة في الإعلام والفن، تلى ذلك أن دخلت دنيا بكر ثم وفاء ثم سناء، وتبعتهم فاطمة.
تعد هذه الأسرة من الروافد التي ساهمت بشكل كبير في تنمية الإعلام السعودي وفتح المجال للعنصر النسائي ليكون رديفاً مهماً مع الرجل في الإعلام والفن السعودي.

## حياتها المهنية
قدمت طوال مشوارها عددا من البرامج التوعوية والثقافية، بعد تمكنها أثناء دخولها المجال في البرامج المنوعة، ولأسرة بكر يونس مزايا لا تجدها مع أحد فهي كنز من المعلومات والثقافة والأدب. وفي بداية القرن الميلادي الجديد ظهرت المغنية وعد لتختتم ما كونته الأسرة من إرث إعلامي وفني.